# Xian de Ziyuan
Le xian de Ziyuan (资源县 ; pinyin : Zīyuán Xiàn) est un district administratif de la région autonome du Guangxi en Chine. Il est placé sous la juridiction de la ville-préfecture de Guilin.

## Démographie
La population du district était de 170 413 habitants en 2010.